# Грос-Зарау
Грос-Зарау (нем. Groß Sarau) — община в Германии, в земле Шлезвиг-Гольштейн. 
Входит в состав района Герцогство Лауэнбург. Подчиняется управлению Лауэнбургише Зеен.  Население составляет 930 человек (на 31 декабря 2010 года). Занимает площадь 17,08 км².